# Icebreaker (canción)
«Icebreaker» —en español: «Rompehielos»— es una canción compuesta por Agnete Johnsen, Ian Curnow y Gabriel Alares, e interpretada en inglés por Agnete Johnsen. La canción fue publicada como descarga digital a través de Aiko Music. Fue elegida para representar a Noruega en el Festival de la Canción de Eurovisión de 2016 tras ganar la final nacional noruega, Melodi Grand Prix 2016.
El videoclip de la canción se publicó el 22 de abril de 2016.

## Festival de Eurovisión

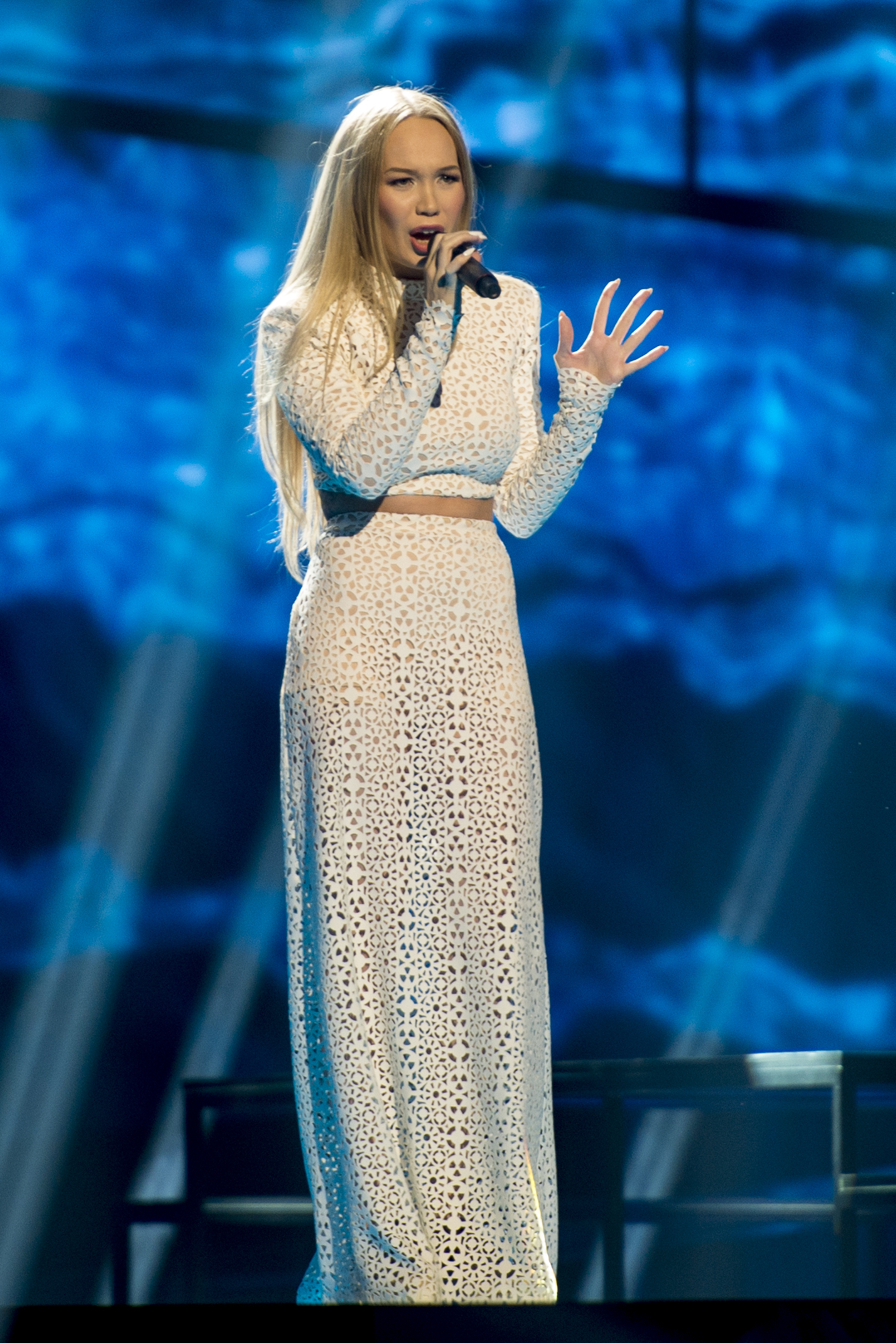
Johnsen interpretando la canción durante el Festival de la Canción de Eurovisión 2016.

### Melodi Grand Prix 2016
La Corporación de radiodifusión noruega (NRK) abrió un plazo de presentación entre el 22 de junio de 2015 y el 11 de septiembre. Se permitían compositores de cualquier nacionalidad, pero los intérpretes de las canciones seleccionadas se seleccionarían por la NRK en consulta con los compositores. Además de las llamadas del público para las canciones, NRK reservó el derecho de invitar directamente a ciertos artistas y compositores para competir. Al final del plazo, se recibieron 1 000 canciones aproximadamente. Así, se seleccionaron diez canciones para la competición por un jurado compuesto por Jan Fredrik Karlsen (productor de música del Melodi Grand Prix), Marie Komissar (organizador de radio y productor de música de NRK P3), Pia Skevik (productor y organizador de radio de NRK P1) y Stig Karlsen (productor de NRK y gerente del Melodi Grand Prix). Los actos competidores y las canciones se revelaron el 19 de junio de 2016 durante un comunicado en los estudios NRK, presentado por Kåre Magnus Bergh, Silya Nymoen y Jan Fredrik Karlsen mediante NRK1 y en línea en mgp.no. Durante la conferencia, se reprodujeron 15 segundos de cada canción. Estas se estrenaron en su totalidad el 2 de febrero.

#### La Final
La canción «Icebreaker» fue interpretada décima (última) durante la final, celebrada el 27 de febrero de 2016. Así, logró pasar a la final junto a otras tres canciones. Finalmente, la canción se interpretó durante la «Final de Oro» y se declaró ganadora de la competición con 166 728 puntos, siendo así seleccionada para representar a Noruega en el Festival de la Canción de Eurovisión de 2016.

### Festival de la Canción de Eurovisión 2016
Esta canción fue la representación noruega en el Festival de la Canción de Eurovisión 2016.
El 25 de diciembre de 2015, se organizó un sorteo de asignación en el que se colocaba a cada país en una de las dos semifinales, además de decidir en qué mitad del certamen actuarían.
Así, la canción fue interpretada en 15º lugar durante la segunda semifinal, celebrada el 12 de mayo de ese año, precedida por Ucrania con Jamala interpretando «1944» y seguida por Georgia con Nika Kocharov & Young Georgian Lolitaz interpretando «Midnight gold». Durante la emisión del certamen, la canción no fue anunciada entre los diez temas elegidos para pasar a la final y por lo tanto no cualificó para competir en esta. Más tarde se reveló que Noruega había quedado en 13º puesto de los 18 países participantes de la semifinal con 63 puntos.